# Жданов Олександр Андрійович
Жданов Олександр Андрійович; генеральний директор об'єднання «ФЕД» (з 1987), президент науково-виробничої корпорації «ФЕД».

## Життєпис
Народився 29 серпня 1939 (Харків); батько Андрій Васильович (1908—1992); мати Агафія Яківна (1914—1988); дружина Алла Григорівна (1939) — пенсіонер; син Ігор (1962) — заступник голови правління корпорації «ФЕД»; дочка Наталія (1963) — інженер-інспектор заводу «ФЕД».

### Освіта
Харківський політехнічний інститут (1968), «Технологія машинобудування, металорізальні верстати та інструменти»; кандидатська дисертація «Термоімпульсні технології очищення поверхонь деталей агрегатів авіаційних двигунів» (Національний аерокосмічний університет, 2003).

### Політика
- березень 2006 — кандидат в народні депутати України від Партії регіонів, № 285 в списку. На час виборів: директор ДП "Харківський машинобудівний завод «ФЕД»; завідувач кафедри агрегатобудування Національного аерокосмічного університету, член ПР[1].
- 10.1956—10.1957 — курсант, 8-а військова школа першопочаткового навчання льотчиків ВПС.
- 10.1957—05.1960 — курсант, Чугуївське військове авіаційне училище льотчиків ВПС.
- 08.1960—01.1976 — слюсар-регулювальник, інженер, начальник бюро дослідження рекламаційних виробів,
- 01.1976—04.1979 — начальник КБ відділу надійності, Харківський машинобудівний завод.
- 04.1979—06.1986 — заступник головного інженера,
- 06.1986-11.1987 — головний інженер,
- 11.1987-09.1993 — генеральний директор, Харків. ВО «ФЕД».
- З 09.1993 — генеральний директор об'єднання «ФЕД», президент науково-виробничої корпорації «ФЕД».

## Нагороди
- Заслужений машинобудівник України (1997)[2].
- Орден «За заслуги» III (08.1999)[3], II ст. (11.2002)[4].
- Почесна грамота КМ України (08.1999)[5].
- Герой України (з врученням ордена Держави, 19.08.2004)[6].